# Jack Griffiths
Pour les articles homonymes, voir Griffiths.

a Compétitions nationales et continentales officielles uniquement.

b Matchs officiels uniquement.
Dernière mise à jour le 13 juin 2025.
Jack Griffiths, né le 9 septembre 1912 à Wellington (Nouvelle-Zélande) et décédé le 13 novembre 2001, est un joueur de rugby à XV ayant représenté l'équipe de Nouvelle-Zélande. Il joue aux postes de demi d'ouverture ou de centre. 

## Carrière
Jack Griffiths joue pour la province de Wellington de 1931 à 1938.
Il dispute son premier test match avec l'équipe de Nouvelle-Zélande le 25 août 1934, à l'occasion d'un match contre l'équipe d'Australie. Il dispute son dernier test match contre cette même équipe, le 13 août 1938. 

## Palmarès
- Nombre de test matchs avec les All Blacks : 7 (2 comme capitaine)
- Nombre total de matchs avec les All Blacks : 30 (3 comme capitaine)
- Points marqués pour les Blacks : 50